# Поликарп (Вагенас)
Митрополи́т Полика́рп (греч. Μητροπολίτης Πολύκαρπος, в миру Панайо́тис Вагена́с греч. Παναγιώτης Βαγενάς; 1924, Ксилокастрон — 25 марта 1984, Фараклата) — епископ Элладской православной церкви, митрополит Керкирский, Паксийский и Диапонтийских островов (1967—1984).

## Биография
Родился в 1924 году в Ксилокастроне, на Пелопоннесе.
Трудился вместе с митрополитом Лимносским (позднее — Трикальским) Дионисием (Хараламбусом).
В 1951 году окончил юридический факультет, а в 1954 году — богословский институт Афинского университета.
В 1956 году был пострижен в монашество с именем Поликарп и хиротонисан во иеродиакона. 7 октября 1956 года состоялась его хиротония во иеромонаха.
26 июня 1967 года был хиротонисан в сан епископа и возведён в достоинство митрополита Керкирского, Паксийского и Диапонтийских островов. В период своего управления митрополией занимался усилением миссионерского и благотворительного служения, открытием монастырей и социальных учреждений. Отличался личной аскетичностью.
Скончался 25 марта 1984 года от сердечного приступа во время крестного хода на Благовещение Пресвятой Богородицы.